# Dálnice v Ázerbájdžánu

Ukazatel na dálnici M1

Dálnice v Ázerbájdžánu tvoří páteřní síť zdejší silniční dopravy. Spojují největší města s okolními státy. Nejvyšší povolená rychlost na dálnicích je 110 km/h. Od roku 2016 jsou některé dálnice v Ázerbájdžánu zpoplatněny za pomocí klasických mýtných bran, přičemž veškeré peníze by měly jít na zlepšení stavu a služeb na dálnicích. Síť dálnic se v současné době neustále rozšiřuje, a to zejména v okolí metropole Baku, kde jsou stavěny nejčastěji 6 - 8 proudové silnice.

## Seznam dálnic

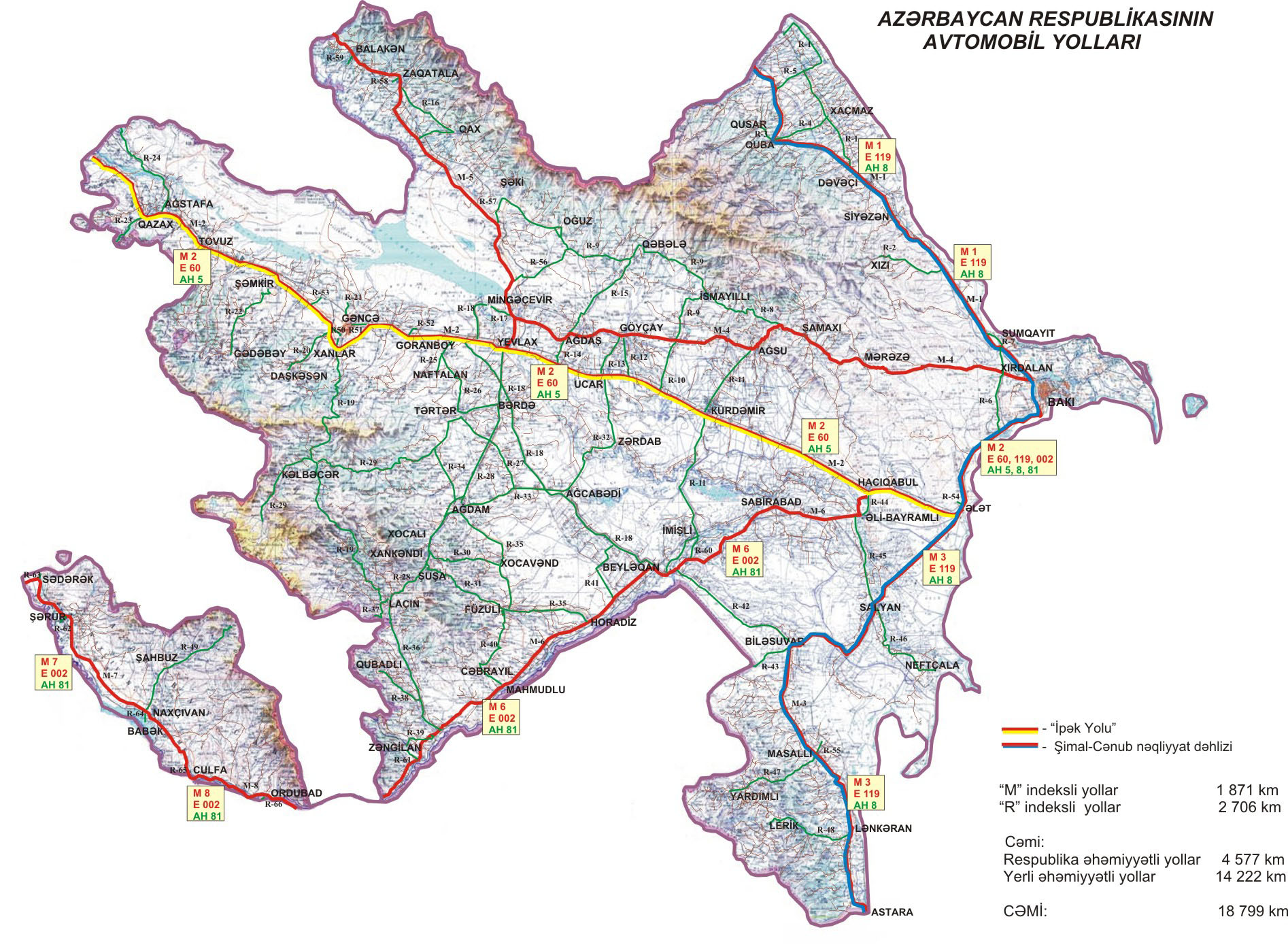
Schéma dálniční sítě v Ázerbájdžánu

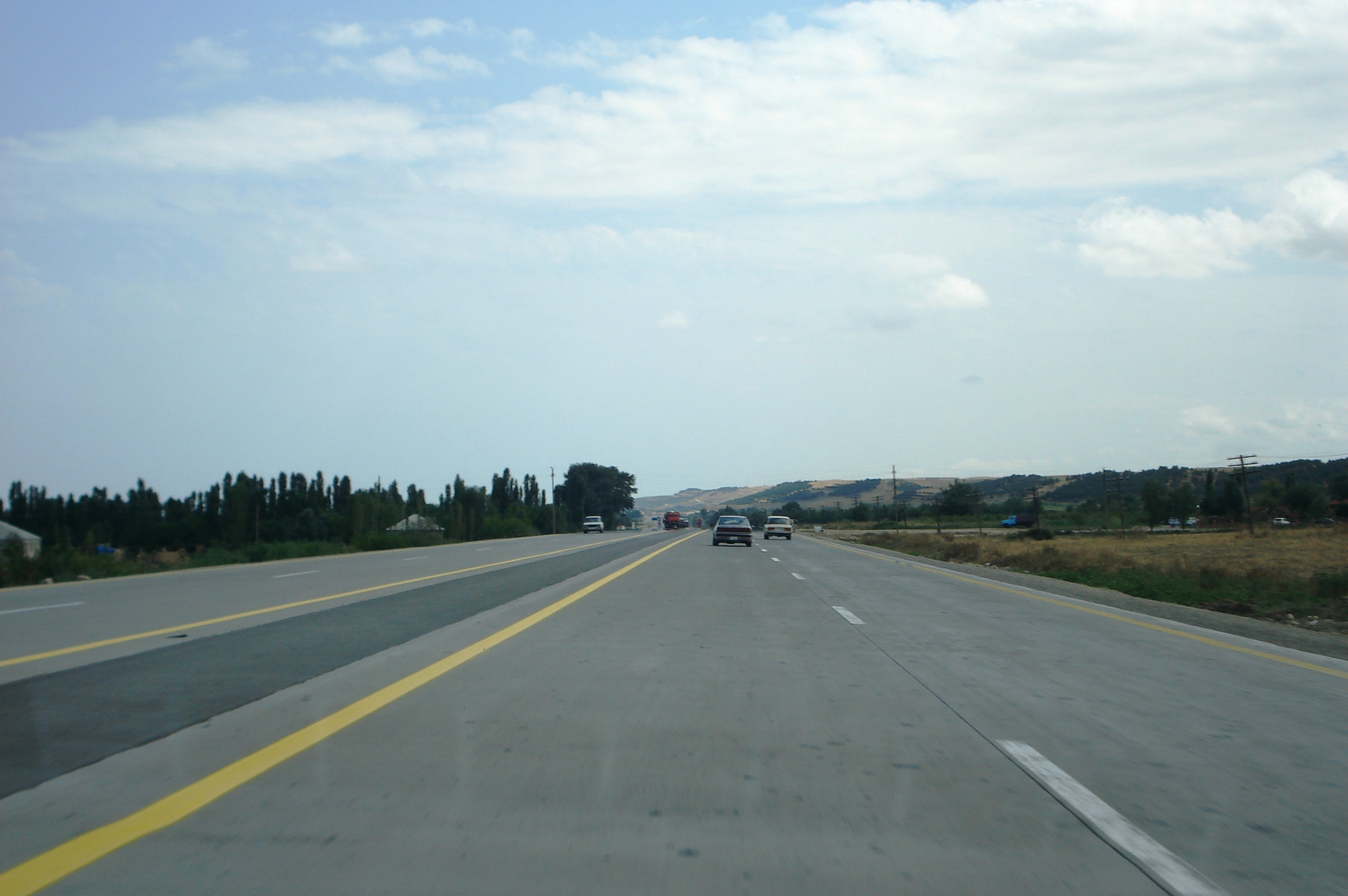
Dálnice M2

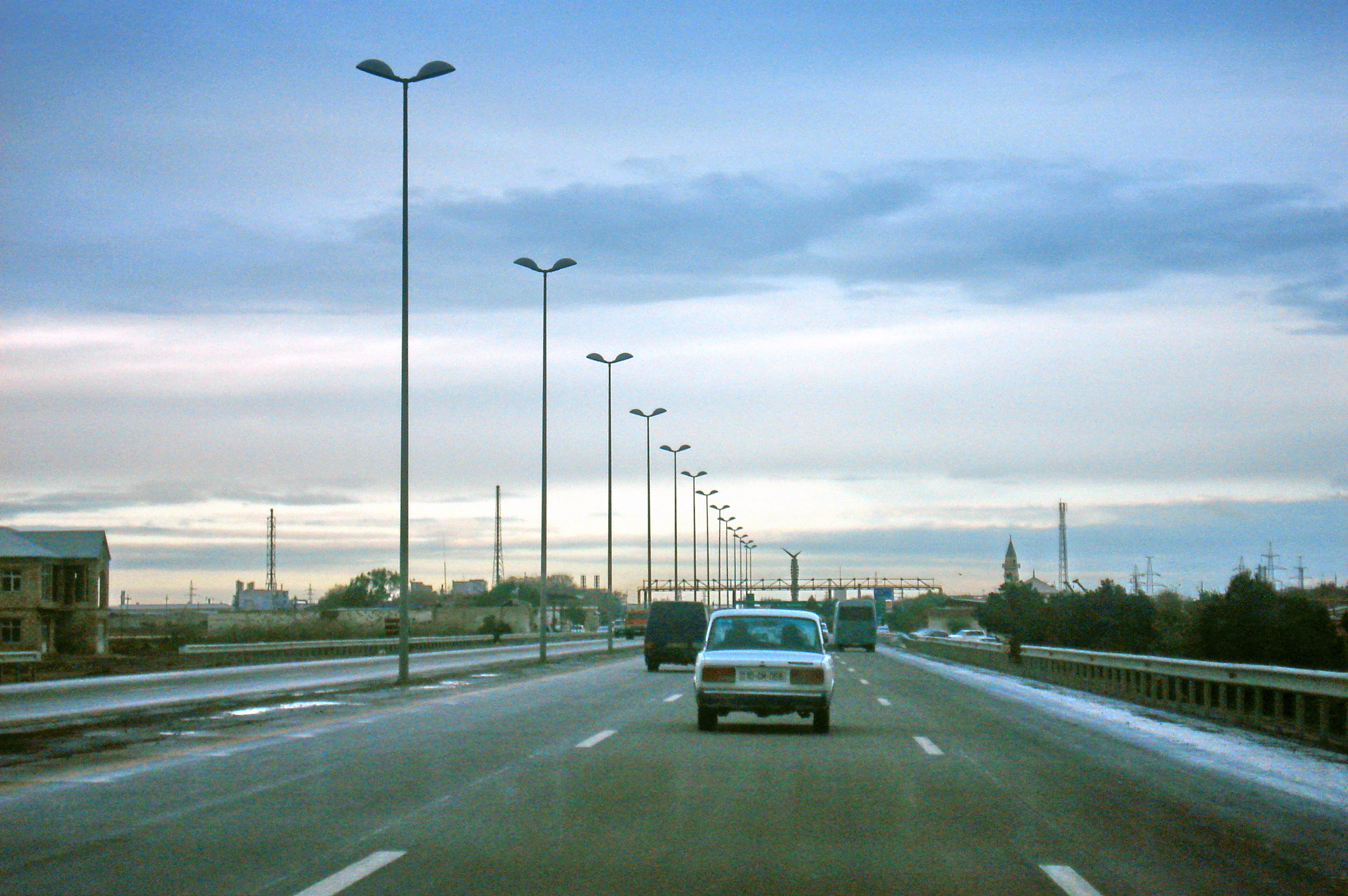
Dálnice v Ázerbájdžánu

Dálnice jsou v Ázerbájdžánu značeny písmenem M (magistral avtomobil yolları - ázerbádjžánsky dálnice, hlavní silnice)                                             

Dálniční značení v Ázerbájdžánu

| Číslo | Trasa                                                                      | Celková délka |
| ----- | -------------------------------------------------------------------------- | ------------- |
| M1    | Baku – Sumqayıt – Quba – Rusko                                             | 203 Km        |
| M2    | Baku – Tovuz – Gruzie                                                      | 507 Km        |
| M3    | Ələt – Lenkoran – Astara – Írán                                            | 211 Km        |
| M4    | Baku – Ağdaş                                                               | 253 Km        |
| M5    | Jevlach – Şəki – Balakən                                                   | 184 Km        |
| M6    | Hajiqabul – Şirvan – Zangilan – Arménie (hranice uzavřena z polit. důvodů) | 290 Km        |
| M7    | Nachičevan – Heydarabad – Turecko                                          | 81 Km         |
| M8    | Culfa – Ordubad – Arménie (hranice uzavřena z polit. důvodů)               | 89 Km         |

### Seznam rychlostních silnic
| Číslo | Trasa                                                | Celková délka |
| ----- | ---------------------------------------------------- | ------------- |
| R1    | Qəndob – Xaçmaz – Xudat – Yalama – Rusko             | 88 Km         |
| R2    | Giləzi – Xızı                                        | 31 Km         |
| R3    | Quba – Qusar                                         | 12 Km         |
| R4    | Quba – Xaçmaz                                        | 22 Km         |
| R5    | Qusar – Xudat                                        | 29 Km         |
| R6    | Hacı Zeynalabdin – Sahil                             | 40 Km         |
| R7    | Hacı Zeynalabdin – Sumqayıt                          | 18 Km         |
| R8    | Muğanlı – İsmayıllı                                  | 40 Km         |
| R9    | Qaraməryəm – İsmayıllı – Şəki – Oğuz                 | 158 Km        |
| R10   | Qaraməryəm – Müsüslü                                 | 22 Km         |
| R11   | Ağsu – Kürdəmir – İmişli – Bəhramtəpə                | 113 Km        |
| R12   | Göyçay – Bərgüşad                                    | 18 Km         |
| R13   | Göyçay – Ucar                                        | 20 Km         |
| R14   | Ağdaş – Ləki                                         | 10 Km         |
| R15   | Ağdaş – Zarağan                                      | 45 Km         |
| R16   | Qorağan – Qax – Zaqatala                             | 43 Km         |
| R17   | Xaldan – Mingačevir                                  | 13 Km         |
| R18   | Mingačevir – Mingəçevir Hydroelektrárna – Bəhramtəpə | 166 Km        |
| R19   | Gjandža – Kəlbəcər – Laçın                           | 200 Km        |
| R20   | Gjandža – Daşkəsən                                   | 38 Km         |
| R21   | Gjandža – Samux                                      | 8 Km          |
| R22   | Şəmkir – Gədəbəy                                     | 45 Km         |
| R23   | Qazax – Uzuntala – Arménie (uzavřeno)                | 14 Km         |
| R24   | Ağstafa – Poylu – Gruzie                             | 54 Km         |
| R25   | Goranboy – Naftalan                                  | 18 Km         |
| R26   | Goranboy – Terter                                    | 35 Km         |
| R27   | Terter – Hindarx                                     | 41 Km         |
| R28   | Yevlax – Xocalı – Laçın – Chankendi – Šuša           | 154 Km        |
| R29   | Barda – İstisu – Kəlbəcər                            | 164 Km        |
| R30   | Chankendi – Xocavənd                                 | 42 Km         |
| R31   | Šuša – Füzuli                                        | 53 Km         |
| R32   | Ucar – Zərdab – Ağcabədi                             | 76 Km         |
| R33   | Ağdam – Hindarx – Ağcabədi                           | 48 Km         |
| R34   | Ağdam – Ağdərə                                       | 26 Km         |
| R35   | Ağdam – Füzuli – Horadiz – Xocavənd                  | 94 Km         |
| R36   | Laçın – Həkəri                                       | 83 Km         |
| R37   | Laçın – Zabux – Arménie (uzavřeno)                   | 23 Km         |
| R38   | Qubadlı – Xanlıq                                     | 16 Km         |
| R39   | Həkəri – Zəngilan                                    | 23 Km         |
| R40   | Füzuli – Cəbrayil – Mahmudlu                         | 46 Km         |
| R41   | Yuxarı Qarabağ Kanalı – Beyləqan – Daşburun          | 32 Km         |
| R42   | Bəhramtəpə – Biləsuvar                               | 62 Km         |
| R43   | Biləsuvar – Írán                                     | 19 Km         |
| R44   | Hacıqabul – Şirvan                                   | 11 Km         |
| R45   | Şirvan – Noxudlu – Salyan                            | 43 Km         |
| R46   | Salyan – Neftçala                                    | 40 Km         |
| R47   | Masallı – Yardımlı                                   | 53 Km         |
| R48   | Lənkəran – Lerik                                     | 55 Km         |
| R49   | Nakhchivan – Şahbuz – Arménie (uzavřeno)             | 65 Km         |
| R50   | M2 – Letiště Gəncə                                   | 11 Km         |
| R51   | M2 – Gjandža                                         | 8 Km          |
| R52   | M2 – Železniční stanice Kürəkçay                     | 5 Km          |
| R53   | M2 – Železniční stanice Alabaşlı                     | 8 Km          |
| R54   | M2 – Železniční stanice Ələt                         | 5 Km          |
| R55   | M3 – Železniční stanice Masallı                      | 5 Km          |
| R56   | M5 – Kərimli                                         | 31 Km         |
| R57   | M5 – Şəki                                            | 12 Km         |
| R58   | M5 – Železniční stanice Zaqatala                     | 9 Km          |
| R59   | M5 – železniční stanice Balakən                      | 2 Km          |
| R60   | M6 – İmişli                                          | 7 Km          |
| R61   | M6 – Zəngilan                                        | 11 Km         |
| R62   | M7 – Şərur                                           | 4 Km          |
| R63   | M7 – Sədərək                                         | 8 Km          |
| R64   | M8 – Babək                                           | 3 Km          |
| R65   | M8 – Culfa                                           | 2 Km          |
| R66   | M8 – železniční stanice Ordubad                      | 5 Km          |